# Grøn leguan
Grøn leguan (latin: Iguana iguana) er en øgle, som tilhører familien leguaner.
Grøn leguan kan leve op til 20 år eller mere og bliver 180 til 200 cm lang. Som fuldvoksen kan vægten komme op på 5 til 6 kg. Den findes i Mellem- og Sydamerika, samt på de Vestindiske Øer. Leguanen er et vekselvarmt dyr, og det at den er afhængig af omgivelsernes temperatur, da den ikke er i stand til selv at varme kroppen tilstrækkeligt op. Derfor ses den tit liggende i solen, hvor den varmer sig. Hvis de nedkøles til fx omkring nul grader celsius kan de ikke bevæge sig og kan dermed ikke mere holde fast. Sidder de på en gren kan de falde ned.
Grøn leguan er planteædende, og har bedst af en fiberrig og fedtfattig kost bestående af så mange grønne planter og grovgrønt som muligt.

## Leguan som kæledyr
I fangenskab er leguanen meget udsat for knogleskørhed, da den ikke får dækket det store behov for sol og dermed D3-vitamin, som den gør i sine naturlige omgivelser. 
Desuden kan det komme bag på mange, hvor pladskrævende en leguan er. Ikke nok med at den vokser meget i dens første leveår, så har den også som fuldvoksen behov for et terrarium på helt op til 4 x 4 x 2 meter (h x b x d). Da leguanen normalt befinder sig oppe i træerne, er højden vigtig, ligesom mange naturgrene og små varmezoner også har betydning.

## Galleri
- Grøn leguan (Iguana Iguana) på Margarita Island
- Grøn leguan (Iguana Iguana) (som er orange)
- Rødlig farvet grøn leguan
- Leguan i Sydafrika